# Pęclin
Pęclin (prononciation : [ˈpɛnt͡slin]) est un village polonais de la gmina de Wiązowna, dans le powiat d'Otwock de la voïvodie de Mazovie, au centre-est de la Pologne.

## Histoire
De 1975 à 1998, le village appartenait administrativement à la voïvodie de Varsovie.